# Cryptocentrum roseans
Cryptocentrum roseans är en orkidéart som först beskrevs av Rudolf Schlechter, och fick sitt nu gällande namn av Alex Drum Hawkes. Cryptocentrum roseans ingår i släktet Cryptocentrum, och familjen orkidéer.
Artens utbredningsområde är Colombia. Inga underarter finns listade i Catalogue of Life.